# Señorío de Valdecorneja

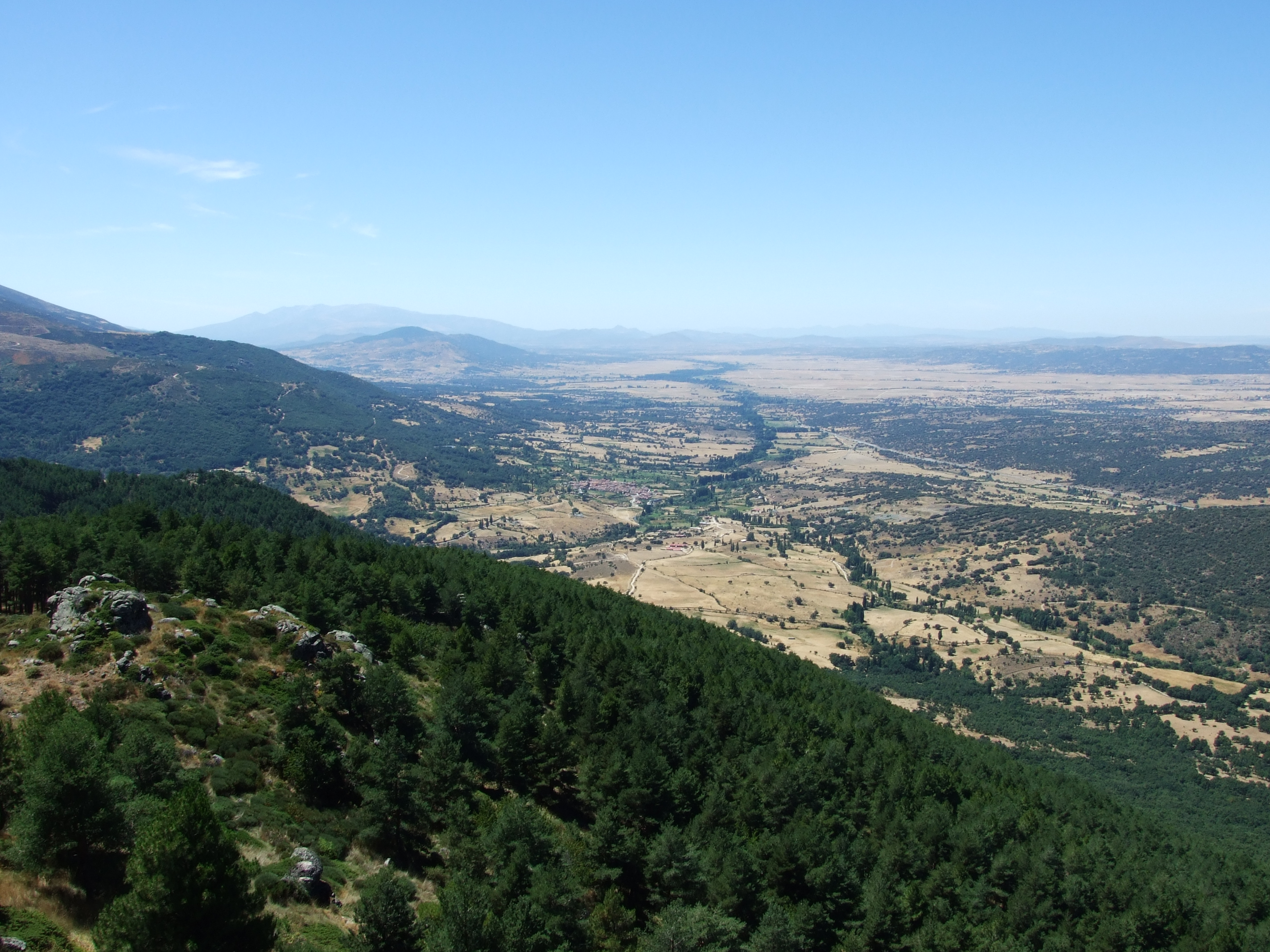
Vista general del valle tomada desde tierras de Villafranca de la Sierra.

El señorío de Valdecorneja fue una unidad político administrativa medieval creada en el valle del Corneja y proximidades, en la parte más occidental de la actual provincia de Ávila, por el rey Alfonso VI de León, dado a su hija Urraca de León, y ordenado a repoblar y fortificar a su yerno Raimundo de Borgoña.
Años más tarde perteneció a este señorío el castillo de Valdecorneja, hoy conocido como el Castillo de El Barco de Ávila, situado junto a la villa de El Barco de Ávila, sobre un cerro junto al río Tormes, construido por la Casa de Alba, tras la cesión de estas tierras a Gutierre Álvarez de Toledo, que fue cardenal, en tiempos del rey Enrique II de Castilla, según nos cuenta el canciller Ayala en sus memorias de linajes nobiliarios, pasando luego a su sobrino Fernando "El tuerto".
El señorío de Valdecorneja es el principal solar de la ambiciosa estructura de ascenso social en competencia con las otras casas condales de su época. La saga de Alba desapareció por varonía al fallecer la famosa duquesa pintada por Goya, maja vestida.
A finales del siglo XV, fue desgajado del señorío de Valdecorneja el señorío de La Horcajada. El primer señor de La Horcajada fue García Álvarez de Toledo y Enríquez, hijo del I Duque de Alba y hermano del II Duque, Fadrique Álvarez de Toledo y Enríquez.

## Señores
- García Álvarez de Toledo I señor de Valdecorneja, fallecido en 1370.
- Fernando Álvarez de Toledo, II señor de Valdecorneja, fallecido en 1384.
- García Álvarez de Toledo, III señor de Valdecorneja, fallecido en 1430.
- Fernando Álvarez de Toledo y Sarmiento, IV señor de Valdecorneja y I conde de Alba, fallecido en 1464.
- García Álvarez de Toledo y Carrillo de Toledo, V señor de Valdecorneja y I duque de Alba.
- Fadrique Álvarez de Toledo y Enríquez, VI señor de Valdecorneja y II duque de Alba, fallecido en 1531.[1]

Los siguientes señores de Vadecorneja fueron los sucesivos duques de Alba de Tormes.

## Municipios

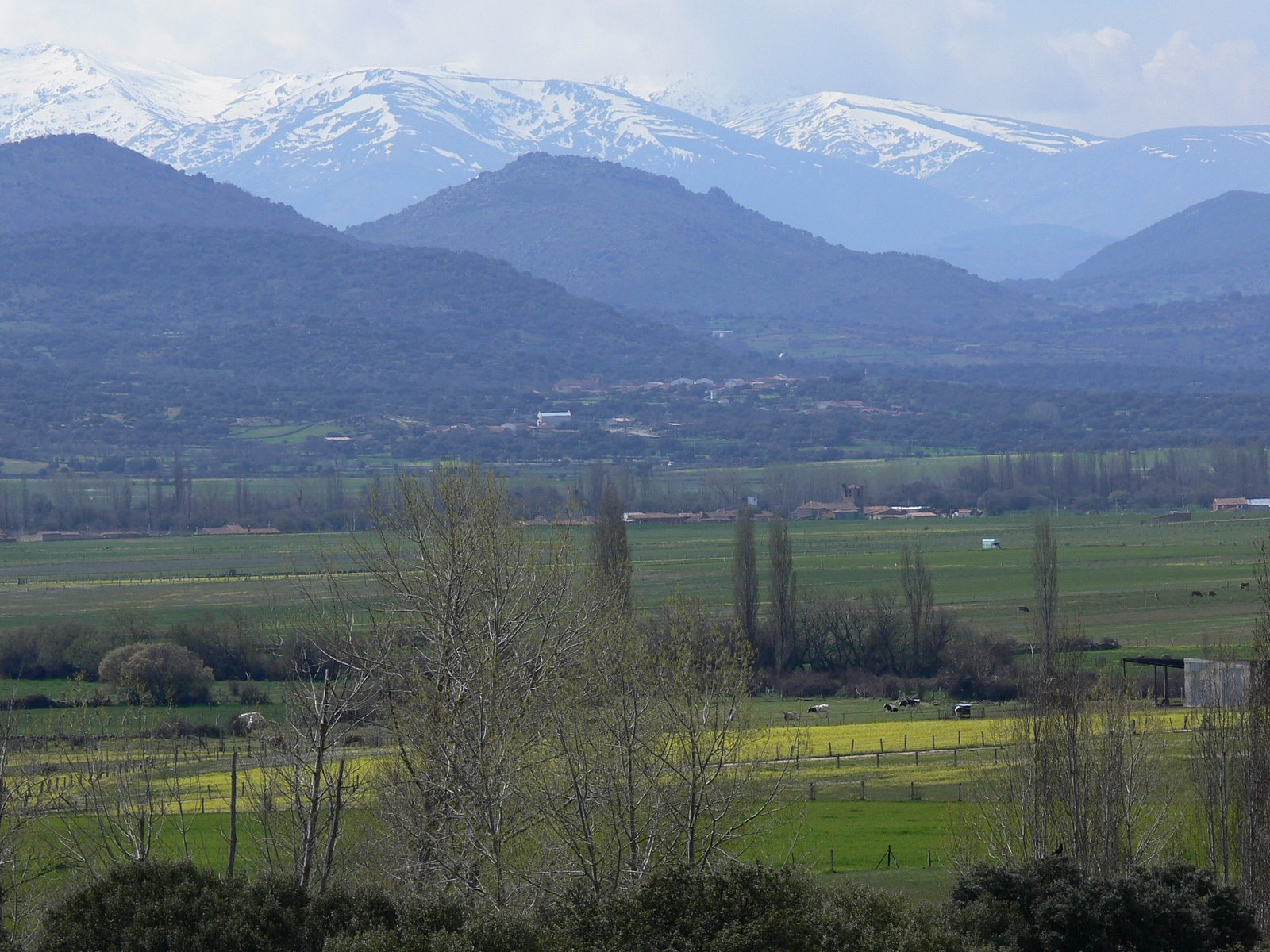
Parte sudoccidental del valle vista desde Malpartida de Corneja. Al fondo Sierra de Béjar

El señorío estaba compuesto por las comunidades de villa y tierra de Piedrahíta, El Barco, El Mirón, La Horcajada y Bohoyo.
La comunidad de villa y tierra de Piedrahíta se dividía en lugares de las sierras y lugares de los llanos.
De los llanos eran Navaescurial, Hoyorredondo, Avellaneda, La Aldehuela, entonces nombrada como Aldehuela de Sancho Benito, Santiago del Collado y San Miguel de Corneja, además de la capital, Piedrahíta.
De las sierras eran Garganta del Villar, San Martín del Pimpollar, San Martín de la Vega del Alberche, Hoyos del Collado, Hoyos del Espino, Navalperal de Tormes, Navacepeda de Tormes, Zapardiel de la Ribera, Horcajo de la Ribera, Navarredonda de Gredos,
Navadijos, Navalsaúz, La Herguijuela, Navasequilla y San Bartolomé de Tormes.
Estos lugares a su vez se subdividían en concejos o campanas.